# Бинг Черри
Бинг Черри (Bing Cherry) — сорт дикой вишни или черешни (Prunus avium), возникший на Тихоокеанском Северо-Западе, в Милуоки, штат Орегон, США. Является основным сортом вишни в Орегоне, Вашингтоне, Калифорнии, Висконсине и Британской Колумбии и самым производимым сортом в США.

## История
Сорт Бинг Черри был получен в результате скрещивания открытого опыления между Black Republican и Royal Ann (также известным как Napoleon) в 1875 году садоводом из Орегона Сетом Левеллингом (Seth Lewelling) и его маньчжурским китайским бригадиром А Бингом (Ah Bing), в честь которого и назван сорт.
Сообщается, что Бинг родился в Китае и иммигрировал в США примерно в 1855 году. Около 35 лет он работал бригадиром во фруктовых садах семьи Левеллинг в Милуоки, наблюдая за другими работниками и ухаживая за деревьями. В 1889 году он вернулся в Китай с визитом. Из-за ограничений, предусмотренных Законом об исключении китайцев 1882 года, он так и не вернулся в США. Источники расходятся во мнениях относительно того, был ли Бинг ответственен за разработку сорта, или он был разработан Левеллингом и назван в честь Бинга из-за его долгой службы в качестве мастера сада.

## Садоводческое производство
Сорт Бинг Черри используется почти исключительно для свежего рынка. Круглые, тёмные и твёрдые плоды хорошо транспортируются, но трескаются при попадании дождя во время сбора урожая. Для сбора урожая вишни Бинг Черри требуется сухой летний климат, что делает её особенно хорошо приспособленной к климату Тихоокеанского Северо-Запада и Калифорнии.

## Здоровье
Вишня Бинг Черри богата антиоксидантами. Исследование, проведённое Министерством сельского хозяйства США, предполагает, что свежая вишня Бинг может помочь страдающим артритом и подагрой. Управление по санитарному надзору за качеством пищевых продуктов и медикаментов США, однако, предупреждает, что эти утверждения ещё не доказаны.